# Montrose, Pennsylvania
Montrose är administrativ huvudort i Susquehanna County i delstaten Pennsylvania. Enligt 2010 års folkräkning hade Montrose 1 617 invånare.